# Herkules (stjärnbild)
För andra betydelser, se Herkules (olika betydelser).
Herkules (Hercules på latin) är en stjärnbild på norra stjärnhimlen. Den är en av de 88 moderna stjärnbilderna som erkänns av den Internationella Astronomiska Unionen.

## Historik
Den antike astronomen Ptolemaios inkluderade i sitt samlingsverk Almagest stjärnorna i Jakthundarna i stjärnbilden Stora björnen. Stjärnbilden introducerades sedan av den polske astronomen Johannes Hevelius på 1600-talet.

## Mytologi

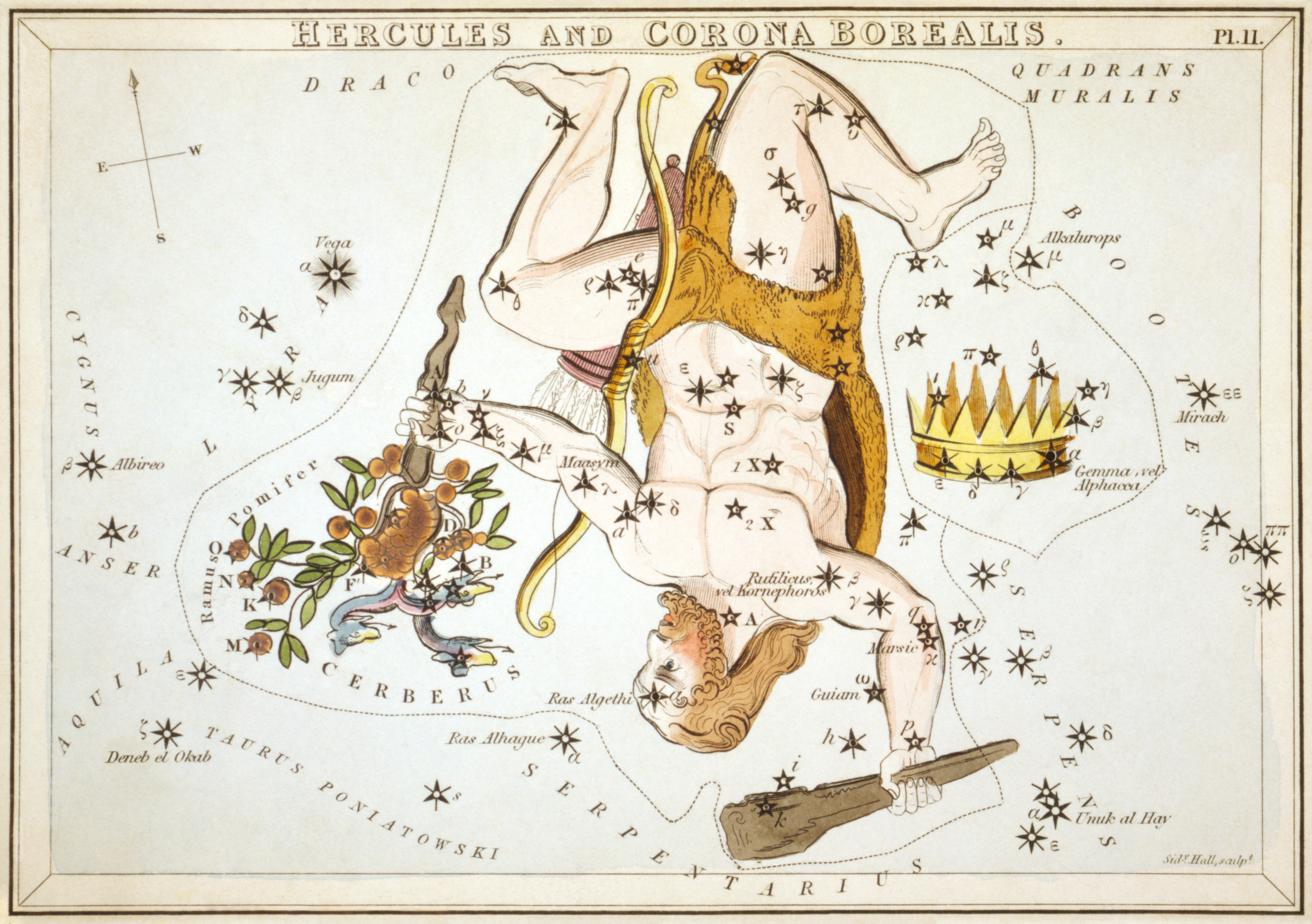
Herkules avbildad i “Uranias spegel”, bilder over stjärnhimlens konstellationen, ungefär 1825. Herkules avbildas upp och ner I förhållande till de omgivande stjärnbilderna.

Stjärnbilden har fått sitt namn efter Hercules, den romerska motsvarigheten till den grekiske hjälten Herakles. Herakles i sin tur förknippas ofta med den sumeriska hjältekungen Gilgamesh. Stjärnbilden har också en historia som daterar sig ända tillbaka till sumerisk tid.

## Stjärnor

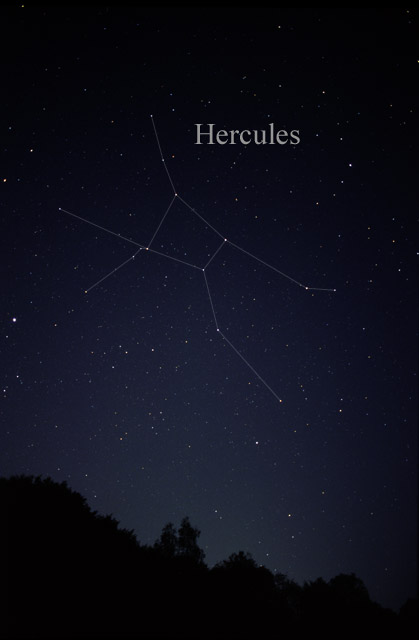
Stjärnbilden Herkules (Hercules) som den kan ses med blotta ögat.

Herkules är den femte största konstellationen på stjärnhimlen, men har ändå ingen stjärna av första magnituden. Här är en sammanställning på de stjärnor som har ett egennamn och de ljusstarkaste.
- β - Beta Herculis (Kornephoros) är ljusstarkast med magnitud 2,76.
- ζ - Zeta Herculis är en multipelstjärna med den kombinerade ljusstyrkan 2,81.
- δ - Delta Herculis (Sarin) är också en multipelstjärna och har magnitud 3,13.
- π - Pi Herculis har magnitud 3,15.
- α - Alfa Herculis (Rasalgethi, Ras Algethi) är också en multipelstjärna, med magnitud 2,8. Primärkomponenten är en röd jättestjärna. Rasalgethi är arabiska och heter översatt till latin Caput Ingeniculi.
- μ - My Herculis (Marfak Al Jathih Al Aisr) har magnitude 3,42.
- η - Eta Herculis (Sophian) är en stjärna i huvudserien med magnitude 3,49.
- ξ - Xi Herculis har magnitud 3,70.
- γ - Gamma Herculis är en halvregelbunden variabel som varierar i ljusstyrka 3,74 – 3,81.
- ο - Omikron Herculis (Atia, 103 Herculis) har magnitud 3,83. Atia närmar sig vårt solsystem. Om ungefär 3 miljoner år kommer Atia att vara natthimlens starkaste stjärna, med magnitud -0,4.
- θ - Theta Herculis (Rukbalgethi Genubi) är en oregelbunden variabel som varierar i ljusstyrka 3,7 – 4,1. Översatt från arabiska blir stjärnans egennamn ”södra knäet”.
- τ - Tau Herculis (Rukbalgethi Shemali) är en blå stjärna av magnitud 3,89. Dess namn betyder på samma sätt ”norra knäet”. Rukbalgethi Shemali var polstjärna ungefär 7400 f Kr och kommer tillbaka i det läget ungefär år 18400.
- ε - Epsilon Herculis (Cujam) är en spektroskopisk dubbelstjärna av magnitud 3,91.
- λ - Lambda Herculis (Maasym) har magnitude 4,40. William Herschel upptäckte att vårt solsystem rör sig i riktning mot Maasym. Avståndet är nu 370 ljusår.
- ω - Omega Herculis (Kajam) har magnitud 4,58. Stjärnan har tidigare haft beteckningen 51 Serpentis.
- κ - Kappa Herculis (Marfik) är en dubbelstjärna av magnitud 5,16. Egennamnet kommer från arabiska Al-Mirfaq, som betyder ”armbåge”.

## Djuprymdsobjekt
Det finns gott om intressanta objekt i Herkules. Här är några exempel.

### Stjärnhopar
- Messier 13 (NGC 6205, ibland även kallad Herkuleshopen) är en klotformig stjärnhop består av ungefär 300000 stjärnor och är av magnitud 5,8.
- Messier 92 (NGC 6341) är också en klotformig stjärnhop av magnitud 6,52 och en av de äldsta stjärnhoparna, med en beräknad ålder av 14,2 miljarder år.

### Galaxhopar
- Herkuleshopen (Abell 2151) är en galaxhop av magnitud 13,00 ungefär 500 miljoner ljusår från jorden som består av ungefär 200 galaxer. Den är del i den större Superhopen Herkules (SCI 160).
- Abell 2199 är en galaxhop som består av ungefär 290 galaxer. Den ljusstarkaste är den elliptiska galaxen NGC 6166 som är av magnitud 11,78.

### Nebulosor
- NGC 6210 är en planetär nebula av magnitud 11,7.